# Dietrich Heling
Dietrich Heling (ur. 16 lipca 1929 w Braniewie, zm. 19 maja 2003 w Leimen) – niemiecki geolog, mineralog i petrolog.

## Życiorys
Dietrich Heling urodził się w Braniewie w Prusach Wschodnich w rodzinie doktora Martina Helinga (1889–1980) oraz Anny z domu Gramsch (1896–1993, siostry Friedricha Gramscha). Ojciec, Martin Heling, w 1923 otrzymał posadę dyrektora stadniny koni w Braniewie (Landgestüt Braunsberg) i mieszkanie przy ul. Moniuszki 17. Tam 6 lat później, w 1929, przyszedł na świat Dietrich.
W 1933 roku, już w dwa tygodnie po przejęciu władzy w Niemczech przez dyktaturę NSDAP, wskutek donosu asystenta dosięgły ojca szykany ze strony nowej władzy. Został przeniesiony z Braniewa na dyrektora dużo mniejszej stadniny w Kętrzynie, gdzie rodzina mieszkała do 1937 roku. Następnie do 1945 mieszkali w Georgenburgu (dziś Majowska) koło Czerniachowska, gdzie ojciec Martin Heling do 1945 zarządzał kolejną stadniną koni.
Rodzina 27 stycznia 1945 opuściła Prusy Wschodnie, uciekając przez Braniewo, Nową Pasłękę, Zalew Wiślany i Mierzeję przed nadciągającym frontem Armii Czerwonej. Ponieważ rodzice zaangażowani byli bezpośrednio w przeprowadzanie koni ze stadnin z Braniewa i Georgenburga przez zamarznięty Zalew, niespełna 16-letni Dietrich na Zachód ewakuował się pod opieką wuja, również przez zamarznięty lód na Zalewie Wiślanym, czyli jedyną wówczas dostępną drogą ucieczki. Rodzina osiedliła się po wojnie w Neustadt w Brandenburgii.
Dietrich Heling w latach 1948–1949 pracował w różnych przedsiębiorstwach górniczych w Niemczech i Wielkiej Brytanii. W latach 1949–1954 studiował górnictwo, studia ukończył uzyskanym dyplomem 15 maja 1954 roku. W latach 1960–1962 studiował mineralogię na Uniwersytecie w Tybindze. W 1963 uzyskał stopień doktora nauk przyrodniczych. W latach 1962–1965 był asystentem w Instytucie Geologiczno-Paleontologicznym Uniwersytetu w Stuttgarcie. Od 1 stycznia 1966 został pracownikiem naukowym na Uniwersytecie w Heidelbergu. W 1967 uzyskał habilitację. W 1973 został mianowany profesorem Instytutu Mineralogiczno-Petrologicznego Uniwersytetu w Heidelbergu w laboratorium sedymentacji. 1 stycznia 1978 przeszedł na emeryturę. Zmarł 19 maja 2003 roku.

## Życie prywatne
W 1968 ożenił się z Sabiną, córką dyrektora biblioteki uniwersyteckiej w Heidelbergu, doktora Waltera Koschorreck.